# Луций Аниций Галл
Лу́ций Ани́ций Галл (лат. Lucius Anicius Gallus; умер после 154 года до н. э.) — римский военачальник и политический деятель из плебейского рода Анициев, консул 160 года до н. э. Во время Третьей Македонской войны разгромил царя Иллирии.

## Биография
Луций Аниций принадлежал к плебейскому роду Анициев, происходившему из Пренесте. Во II веке до н. э. возвышение этого семейства только начиналось. Луций был homo novus: его предки не занимали курульные должности в Риме. Известно, что его отец и дед носили тот же преномен.
В 168 году до н. э. Луций Аниций стал претором с кругом полномочий, охватывавшим дела иноземцев и выполнение особых поручений сената. Поскольку в это время шла Третья Македонская война, Аниция направили на Балканы против иллирийского царя Гентия, союзника Македонии. В начале 168 года претор высадился в Аполлонии, разбил царский флот и двинулся на столицу Иллирии — город Скодру. Гентий, оказавшись в осаде, тут же капитулировал. Таким образом, Луций Аниций закончил войну всего за тридцать дней.
Полномочия Луция Аниция на Балканах были продлены на следующий год. В качестве пропретора он занял Эпир, который до последнего стоял на стороне македонского царя Персея. Вернувшись в Скодру, он объявил иллирийцам о предоставлении им «свободы», заключавшейся в разделе царства на три республики, и совместно с присланной сенатом комиссией организовал новый порядок в регионе. В том же году (167 до н. э.) он вернулся в Рим и там был удостоен триумфа, в котором за его колесницей шёл царь Гентий с сыновьями. Позже по случаю своей победы Галл организовал игры, на которые пригласил «знаменитейших артистов» из Греции. Во время игр он показал, насколько плохо понимает греческое искусство: он объявил артистам, что те плохо играют, и что им лучше организовать бой друг с другом на манер гладиаторского.
В 160 году до н. э. Луций Аниций стал консулом; его коллегой был патриций Марк Корнелий Цетег. В 154 году Галл упоминается среди десяти послов в Азию, пытавшихся заставить Прусия Вифинского прекратить войну с Пергамом. Его дальнейшая судьба неизвестна.
Во времена Марка Туллия Цицерона аницианское вино (вино из винограда урожая 160 года до н. э.) считалось одним из лучших наряду с опимианским.